# Aguilar de Campoo
Aguilar de Campoo – gmina w Hiszpanii, w prowincji Palencia, w Kastylii i León, o powierzchni 236,56 km². W 2011 roku gmina liczyła 7203 mieszkańców.